# Mur inclinable
Pour les articles homonymes, voir Gülich.

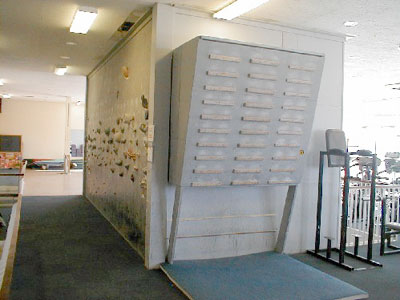
Mur inclinable dans un gymnase d'escalade

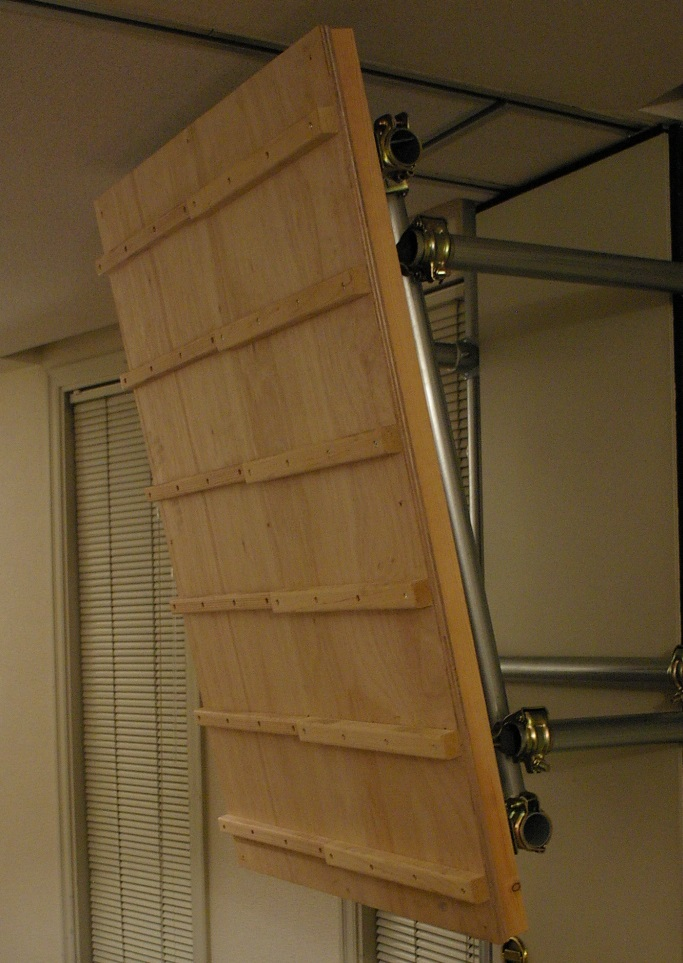
Deux pans Güllich avec des réglettes en bois de différentes épaisseurs

Un mur inclinable est un accessoire d'entraînement sportif à l'escalade, utilisé pour se préparer en salle d'escalade au travail de bloc. Le premier modèle, appelé pan Güllich en français et campus board en anglais, a été inventé en 1988 par Wolfgang Güllich,. Depuis la fin des années 2010, des modèles connectés utilisant des prises éclairées par des LED de différentes couleurs ont été commercialisés ; leur usage s'est popularisé dans les années 2020.

## Concept technique

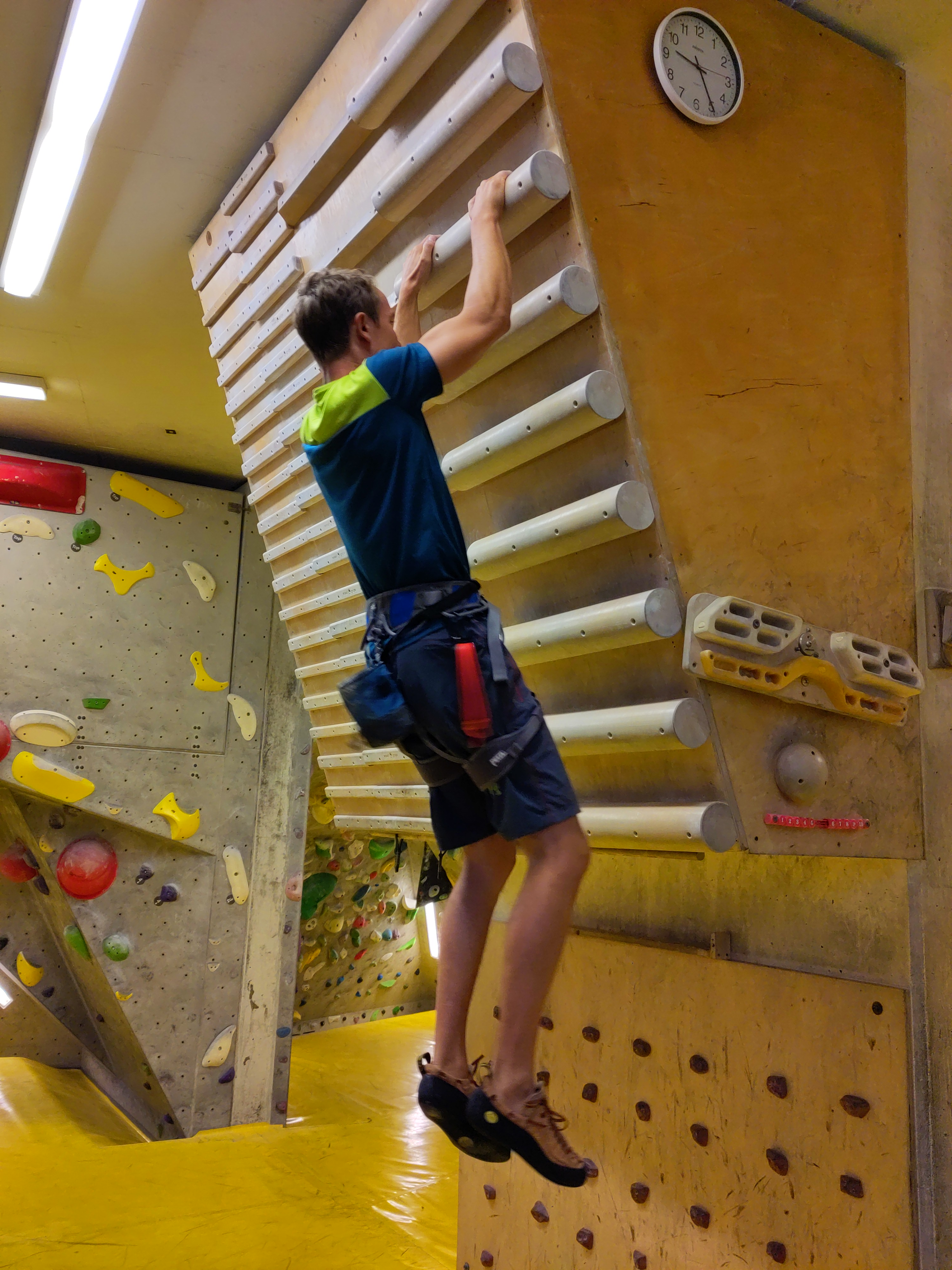
Exemple d'utilisation d'un mur inclinable classique, appelé pan Güllich ou campus board.

L'équipement conçu par Güllich est constitué à l'origine d'une simple planche verticale, plus ou moins inclinée, munie de réglettes en bois.
L'objectif de base est de monter ou de descendre le pan sans l'aide des pieds, en agrippant les réglettes ; pour augmenter la difficulté, on peut en sauter une ou plusieurs, voire déplacer les deux mains en même temps.
Cet outil permet le travail intensif de mouvements d'escalade difficiles comme les blocages, les tractions ou les mouvements dynamiques. Les exercices possibles sont très polyvalents et permettent de travailler la force et l'explosivité de différentes parties des bras et des doigts.
Les murs inclinables plus complexes qui ont été inventés par la suite utilisent des prises plus variées, qui peuvent être éclairées par des LED pour indiquer des voies à suivre dans le cas des murs connectés. Certains de ces murs sont équipés de vérins hydrauliques qui permettent de modifier facilement l'inclinaison du mur, jusqu'à 70% selon les modèles.

## Histoire
Cet équipement fut inventé en 1988 par Wolfgang Güllich, pour s'entraîner spécifiquement à la réalisation de la voie Action directe. Réservé au départ aux professionnels se préparant aux voies les plus difficiles[réf. nécessaire], il est devenu ensuite[Quand ?] un instrument commun de l'entraînement à l'escalade qu'on retrouve dans la plupart des salles d'escalade commerciales.

## Pans connectés
Depuis leur création à la fin des années 2010, et leur popularisation au début des années 2020, certains pans inclinables sont connectés et équipés de LED pour proposer des exercices plus variés, via une application participative dédiée qui permet d'accéder, grâce à l'éclairage en différentes couleurs des prises, à des dizaines de milliers de configurations de courtes voies de bloc, selon les marques qui en commercialisent sous divers noms comme Kilter Board, Moon Board, Tension Board ou encore Quantum Board,.